# Kivi och Monsterhund
Kivi och Monsterhund är en barnbok på rim av Jesper Lundqvist. Boken gavs ut 2012 på Olika förlag och är illustrerad av Bettina Johansson.

## Handling
Allt Kivi önskar sig är en hund. Kivi lovar att somna om hen får en hund. Kivis mappor, pammor, morbroster Jin med flera står runt Kivis säng och säger att någon gång ska hen få en hund, bara hen lovar att sova. Plötsligt dyker en galen monsterhund upp och ställer till med rabalder. 

## Om boken
Kivi och Monsterhund är Sveriges första barnbok där ordet hen används som personligt pronomen. Den blev mycket uppmärksammad i media för detta. Barnboksfiguren Kivi förekommer i fler bilderböcker av samma författare.